# Fuhlensee (Wahlstorf)
De Fuhlensee is een meer in de Holsteinische Schweiz in de Duitse deelstaat Sleeswijk-Holstein, ten zuiden van het Gut Wahlstorf.
Het meer is 14 ha groot, tot 6 m diep en ligt 20 m boven de zeespiegel. De rivier de Schwentine stroomt erdoorheen.
Op de noordoostelijke oever bevindt zich een cafetaria voor het riviertoerisme.